# Neckera intermedia
Neckera intermedia är en bladmossart som beskrevs av Bridel 1812. Neckera intermedia ingår i släktet fjädermossor, och familjen Neckeraceae. Inga underarter finns listade i Catalogue of Life.